# نصرت‌آباد (علی‌آباد)
نصرت آباد، روستایی است از توابع بخش مرکزی شهرستان علی‌آباد در استان گلستان ایران.

## جمعیت
این روستا در دهستان کتول قرار دارد و براساس سرشماری مرکز آمار ایران در سال ۱۳۸۵، جمعیت آن ۵۶۳ نفر (۱۴۵خانوار) بوده‌است. مردم نصرت آباد به گویش کتولی که گویشی از زبان مازندرانی است صحبت می کنند.